# Ptychococcus lepidotus
Ptychococcus lepidotus es una especie de palmera nativa de las selvas húmedas de Nueva Guinea.

## Descripción
Son palmeras monocaules que alcanza solo algunos metros de altura, con un notable capitel grisáceo y tomentoso, los foliolos con forma de cuña tienen el ápice truncado e irregularmente dentado o premorso. Las flores son verdes, y los frutos maduros son rojos de hasta 5 cm.

## Taxonomía
Ptychococcus lepidotus fue descrita por  Harold Emery Moore  y publicado en Principes 9: 11. 1965.
Etimología
Ptychococcus: nombre genérico que es una combinación de dos palabras derivadas del griego para "tapa" y del latín para "baya".
lepidotus: epíteto latino que significa "con escama".